# Muaythai ai Giochi europei
Il muaythai è inserito nel programma dei Giochi europei dalla terza edizione che si è svolta nel 2023.

## Edizioni
| Giochi | Anno | Sede     | Gare |
| ------ | ---- | -------- | ---- |
| III    | 2023 | Cracovia | 10   |

## Medagliere complessivo
Aggiornato alla terza edizione
| Pos.   | Paese       | Oro | Argento | Bronzo | Totale |
| ------ | ----------- | --- | ------- | ------ | ------ |
| 1      | Ucraina     | 3   | 1       | 2      | 6      |
| 2      | Turchia     | 2   | 2       | 2      | 6      |
| 3      | Polonia     | 1   | 2       | 2      | 5      |
| 4      | Belgio      | 1   | 1       | 1      | 3      |
| 5      | Svezia      | 1   | 0       | 1      | 2      |
| 6      | Estonia     | 1   | 0       | 0      | 1      |
| 6      | Moldavia    | 1   | 0       | 0      | 1      |
| 8      | Portogallo  | 0   | 2       | 0      | 2      |
| 9      | Rep. Ceca   | 0   | 1       | 2      | 3      |
| 10     | Italia      | 0   | 1       | 0      | 1      |
| 11     | Azerbaigian | 0   | 0       | 3      | 3      |
| 12     | Finlandia   | 0   | 0       | 2      | 2      |
| 12     | Francia     | 0   | 0       | 2      | 2      |
| 14     | Armenia     | 0   | 0       | 1      | 1      |
| 14     | Georgia     | 0   | 0       | 1      | 1      |
| 14     | Grecia      | 0   | 0       | 1      | 1      |
| Totale | Totale      | 10  | 10      | 20     | 40     |